# Marmagne, Côte-d'Or
Marmagne este o comună în departamentul Côte-d'Or, Franța. În 2009 avea o populație de 239 de locuitori.

## Evoluția populației
| An        | 1975 | 1982 | 1990 | 1999 | 2006 | 2009 |
| --------- | ---- | ---- | ---- | ---- | ---- | ---- |
| Populație | 212  | 213  | 281  | 299  | 247  | 239  |